# Xã Bay, Quận Ottawa, Ohio
Xã Bay (tiếng Anh: Bay Township) là một xã thuộc quận Ottawa, tiểu bang Ohio, Hoa Kỳ. Năm 2010, dân số của xã này là 1.458 người.